# Фернанду Соуза (футболіст)
Фернанду Соуза (порт. Fernando Sousa, нар. 4 серпня 1967, Луанда) — ангольський футболіст, що грав на позиції півзахисника, зокрема за «Кампумайоренсе» та національну збірну Анголи.

## Клубна кар'єра
У дорослому футболі дебютував 1986 року виступами за португальску нижчолігову «Алверку», у якій провів один сезон, взявши участь у 7 матчах чемпіонату.
Протягом 1987—1989 років грав за португальську «В'ялонгу», звідки перейшов до «Кампумайоренсе», іншого представника третього португальського дивізіону. За три роки допоміг команді із Кампу-Майор підвищитися до другого дивізіону, а ще за три роки — до елітної Прімейри. Загалом відіграв за «Кампумайоренсе» одинадцять сезонів своєї ігрової кар'єри, із яких чотири — на рівні найвищого португальського дивізіону.
Завершував ігрову кар'єру у першій половині 2000-х виступами за португальські ж нижчолігові «О Елваш» та «Бенавіленсе».

## Виступи за збірну
1997 року дебютував в офіційних матчах у складі національної збірної Анголи.
У складі збірної був учасником Кубка африканських націй 1998 року у Буркіна Фасо.
Загалом протягом дворічної кар'єри в національній команді провів у її формі 13 матчів, забивши 1 гол.